# Vladimir Jurowski
Vladimir Mikhailovich Jurowski (em russo:  Владимир Михайлович Юровский, Moskou, Rússia em 4 de abril de 1972) é um maestro russo. Filho do maestro Mikhail Jurowski, é o atual Maestro Residente da Orquestra Filarmônica de Londres e membro da Orquestra Nacional Russa.

## Carreira
Jurowski começou seus estudos musicais no Conservatório de Moscou. Em 1990, ele mudou-se com sua família, incluindo seu irmão Dmitri, para a Alemanha, onde ele terminou seus estudos na Escola de Música Carl Maria von Weber em Dresden e na Escola de Música Hanns Eisler. Ele estudou condução com Rolf Reuter e treinamento vocal com Semion Skigin. Ele participou de aulas com Sir Colin Davis, treinando a Sinfonia nº7 de Jean Sibelius, em 1991.
A primeira aparição internacional de Jurowski ocorreu em 1995, no Festival Wexford, onde ele conduziu May Night de Nikolai Rimsky-Korsakov e retornou ao festival no ano seguinte, com L'étoile du nord de Giacomo Meyerbeer. Em abril de 1996 ele fez sua estreia no Royal Opera House, Covent Garden, conduzindo Nabucco, ópera de Giuseppe Verdi.
Na temporada 1996/7, Jurowski trabalhou na Ópera Cômica de Berlim, como assistente de Yakov Kreizberg. Ele recebeu o título de spalla da companhia um ano depois e continuou seus trabalhos até 2001. Ele foi, entre 2000 e 2003, o Maestro Convidado Residente do Teatro Comunale de Bolonha.
Em agosto de 2000, Jurowski foi nomeado o Diretor Musical da Ópera do Festival do Glyndebourne, assumindo o cargo em janeiro de 2001. Sua estreia na Orquestra Filarmônica de Londres foi em dezembro de 2001. Em 2003 ele foi apontado como Maestro Convidado Residente da orquestra e membro da Orquestra Nacional Russa. E Artista Residente da Orquestra do Século das Luzes. Foi oferecido a Jurowski o cargo de Diretor Musical da Ópera Nacional Galesa, assumindo em 2004, para suceder Carlo Rizzi, mas ele recusou a proposta.
Em maio de 2006, Jurowski foi anunciado como o Maestro Residente da Orquestra Filarmônica de Londres, efetivado na temporada 2007/8, com um contrato inicial de 5 anos. Em maio de 2010 seu contrato foi prolongado até a temporada 2014/5.
Nos Estados Unidos, Jurowski fez sua estreia no Metropolitan Opera House, em Nova Iorque, em dezembro de 1999. Ele fez sua aclama estreia com a Orquestra da Filadélfia em outubro de 2005 e retornou em fevereiro de 2007. Ele vem conduzindo essa orquestra com frequência, aparecendo com ela em março e outubro de 2009 e março de 2010.
Jurowski e sua esposa, Patricia, tem dois filhos: Martha e Yuri. A família reside em Berlim, Alemanha.